# Sesso gioia rock'n roll
Sesso gioia rock'n roll è un album del cantante pop e rock italiano Simone Tomassini, accreditato semplicemente come Simone, uscito nel 2006.

## Tracce
1. Che sorpresa (Testo e musica di: Simone Tomassini)
2. Fuori come un balcone (Testo e musica di: Simone Tomassini)
3. Non piangere mai (cover di Don't Cry dei Guns N' Roses)
4. Scuola della vita (Testo di: Simone Tomassini e Andrea Ge e musica di: Simone Tomassini)
5. Testa o croce (Testo di Simone Tomassini e musica di: Riccardo Di Filippo)
6. Di te (Testo e musica di: Simone Tomassini)
7. Vieni vieni bambina (Testo e musica di: Simone Tomassini)
8. Questa notte (Testo e musica di: Simone Tomassini)
9. Burattini e marionette (Testo e musica di: Simone Tomassini)
10. Grido disperato (Testo e musica di: Simone Tomassini)
11. Tra le mani (Testo e musica di: Simone Tomassini)
12. Pura follia (Testo e musica di: Simone Tomassini)
13. Sesso (Testo e musica di: Simone Tomassini)

## Formazione
- Simone Tomassini - voce
- Vince Tempera - pianoforte, organo Hammond
- Roberto Colombo - synth, basso
- Giancarlo Bianchetti - chitarra acustica
- Pierluigi Mingotti - basso
- Andrea Ge - batteria